# 世襲戦隊カゾクマン
『世襲戦隊カゾクマン』（せしゅうせんたいカゾクマン）は、株式会社プリエールのプロデュースによる、田村孝裕作・演出の舞台作品。

## 登場人物
パートII時点でのエピソード。ネタバレあり。
佐久間一郎（カゾクマン父レッド）
佐久間家の父。レッドとして長年勤めてきたが、最近腰痛がひどくてまともに戦えない。
佐久間多津子（カゾクマン母ピンク）
佐久間家の母。かつてはアイドル的人気を誇ったピンクだったが、今は父レッドと同じく引退の時期である。しかし引退して嫁にピンクを譲るつもりは全くない。
佐久間紗江（カゾクマン妹イエロー）
しっかり者の妹。まだ小さい息子（倫太郎）の世話に追われ、戦闘の途中でも保育園から呼び出されてしまう。
佐久間正則（カゾクマン婿グリーン）
妹イエローの婿養子として佐久間家に入り、グリーンを受け継いだ。ダンサブルな攻撃を得意とする。
佐久間大輝（カゾクマン兄ブルー）
次期レッドを継承する立場であるが、妻と母の間に、嫁姑問題を抱えて苦労が絶えない。
佐久間詩織
兄ブルーの妻として佐久間家に嫁いできたが、姑ピンクから厳しい家事を指示されつつも慎ましく耐えている。
千代（元グリーン/地球防衛軍日本支部司令官）
先代レッドの妹で、かつてグリーンを務めていた。現在はグリーンを引退して地球防衛軍日本支部司令官を務めている。佐久間家の人々には「十条のおばちゃん」「お千代さん」と呼ばれる。
怪人ミドラー
代々世界征服を企む怪人。父の意志を継ぎ世界征服を誓っている。
怪人男前男
ミドラーに仕えるキザな怪人。近所のスーパーのお買い得情報に詳しい。
怪人イーゲン
ミドラーに仕える威厳のある怪人。威厳がありすぎる為、尾行に向かない。

## 上演履歴

### 世襲戦隊カゾクマン
- 公演期間：2014/12/12～28[1]
- 作・演出：田村孝裕（ONEOR8）
- キャスト
  - 佐久間一郎 [カゾクマン父レッド]：山口良一（東京ヴォードヴィルショー）
  - 佐久間多津子 [カゾクマン母ピンク]：熊谷真実
  - 佐久間正則 [カゾクマン婿グリーン]：芋洗坂係長
  - 佐久間紗江 [カゾクマン妹イエロー]：梨澤慧以子（張ち切れパンダ）
  - 佐久間大輝 [カゾクマン兄ブルー]：曽世海司（Studio Life）
  - 佐久間詩織：上田桃子（文学座）
  - 怪人ミドラー：西山水木
  - 怪人男前男：岡田達也（演劇集団キャラメルボックス）
- 声の出演
  - 田中真弓
  - 加納幸和（花組芝居）
- 会場・日程
  - 埼玉県：志木市民会館パルシティホール（プレビュー公演）2014/12/12
  - 新潟県：魚沼市小出郷文化会館小ホール2014/12/14
  - 栃木県：栃木県総合文化センターサブホール2014/12/16
  - 東京：赤坂レッドシアター2014/12/19～28

### 世襲戦隊カゾクマンII
- 公演期間：2017/7/21～8/25[2]
- 作・演出：田村孝裕（ONEOR8）
- キャスト
  - 佐久間一郎 [カゾクマン父レッド]：山口良一（東京ヴォードヴィルショー）
  - 佐久間多津子 [カゾクマン母ピンク]：熊谷真実
  - 佐久間正則 [カゾクマン婿グリーン]：芋洗坂係長
  - 佐久間紗江 [カゾクマン妹イエロー]：梨澤慧以子（張ち切れパンダ）
  - 佐久間大輝 [カゾクマン兄ブルー]：曽世海司（Studio Life）
  - 佐久間詩織：上田桃子（文学座）
  - 千代 [元グリーン/地球防衛軍日本支部司令官]：田中真弓
  - 怪人ミドラー：西山水木
  - 怪人男前男：岡田達也（演劇集団キャラメルボックス）
  - 怪人イーゲン：塚原大助（ゴツプロ！）
- 会場・日程
  - 東京：赤坂レッドシアター2017/7/21～7/30
  - 北海道：富良野演劇工場2017/8/7-5
  - 北海道：旭川市公会堂2017/8/7
  - 北海道：北見市民会館 大ホール2017/8/8
  - 佐賀県：基山町民会館 大ホール2017/8/18
  - 福岡県：黒崎ひびしんホール　大ホール2017/8/20
  - 兵庫県：兵庫県立芸術文化センター 阪急中ホール2017/8/25

### 世襲戦隊カゾクマンIII
- 公演期間：2019/7/5～8/11[3]
- 作・演出：田村孝裕（ONEOR8）
- キャスト
  - 佐久間一郎 [カゾクマン父レッド]：山口良一（東京ヴォードヴィルショー）
  - 佐久間多津子 [カゾクマン母ピンク]：熊谷真実
  - 佐久間正則 [カゾクマン婿グリーン]：小浦一優（芋洗坂係長）
  - 佐久間紗江 [カゾクマン妹イエロー]：梨澤慧以子（張ち切れパンダ）
  - 佐久間大輝 [カゾクマン兄ブルー]：曽世海司（Studio Life）
  - 佐久間詩織：上田桃子（文学座）
  - 千代 [元グリーン/地球防衛軍日本支部司令官]：<ダブルキャスト>田中真弓★/山口智恵☆
  - 怪人ミドラー：西山水木
  - 怪人男前男：岡田達也（演劇集団キャラメルボックス）
  - 怪人イーゲン：塚原大助（ゴツプロ！）
- 会場・日程
  - 東京：赤坂レッドシアター2019/7/5〜17★☆
  - 北海道：大空町教育文化会館・2019/7/24☆
  - 北海道：道新ホール2019/7/26-27★
  - 北海道：北見芸術文化ホール2019/7/29☆
  - 福岡県：オークホール（そえだ公民館）2019/8/2★
  - 福岡県：黒崎ひびしんホール　大ホール2019/8/4★
  - 鹿児島県：種子島こり～な2019/8/6☆
  - 大阪府：一心寺シアター倶楽2019/8/9☆
  - 愛知県：パティオ池鯉鮒2019/8/11★

### 世襲戦隊カゾクマン　シリーズ三部作　回替わり上演
- 公演期間：2022/11/3～11/27[4]
- 作・演出：田村孝裕（ONEOR8）
- キャスト
  - 佐久間一郎 [カゾクマン父レッド]：山口良一（東京ヴォードヴィルショー）
  - 佐久間多津子 [カゾクマン母ピンク]：熊谷真実
  - 佐久間正則 [カゾクマン婿グリーン]：小浦一優（芋洗坂係長）
  - 佐久間紗江 [カゾクマン妹イエロー]：梨澤慧以子（張ち切れパンダ）
  - 佐久間大輝 [カゾクマン兄ブルー]：曽世海司（Studio Life）
  - 佐久間詩織：上田桃子（文学座）
  - 千代 [元グリーン/地球防衛軍日本支部司令官]：山口智恵
  - 怪人ミドラー：西山水木
  - 怪人男前男：岡田達也（演劇集団キャラメルボックス）
  - 怪人イーゲン：鈴木裕樹
- 会場・日程
  - 東京：赤坂レッドシアター2022/11/3～11/17
  - 大阪府：一心寺シアター倶楽2022/11/21～11/23
  - 静岡県：浜松市浜北文化センター2022/11/25～11/27